# Faithless
Faithless (transkr. Fejtles) britanska je muzička grupa čiji je stil, kako sami članovi grupe kažu, između hip hopa i densa. Iako su najpoznatiji po svojim dens hitovima („Insomnia“, „God Is A DJ“ i „We Come 1“), u njihovoj diskografiji se nalaze pesme širokog spektra žanrova.

## Karijera
Jezgro od koga je nastao ovaj bend čine Rolo Armstrong (Rollo Armstrong), koji je jedan od glavnih pokretača britanske haus scene i Sister Blis (Sister Bliss), koja je uspela da stekne veliku reputaciju i uspeh kao di-džej. Originalnoj postavi benda se priključio reper Maksi Džez (Max Fraser), pevač Džejmi Kato (Jamie Catto), tekstopisac, muzičar i gitarista Dejv Randal (Dave Randall), sa povremenim nastupima Rolove sestre Dido Armstrong. Ova zanimljiva kombinacija različitih stilova i umeća, kao i neverovatna energija koju je band pokazao na svojim turnejama, donela im je veliki komercijalni uspeh i sjajne kritike.
Njihov debitantski singl „Salva Mea“ je postao jedno od najboljih i najuticajnijih haus izdanja 1990ih. Kada se pojavio 1995. godine, dospeo je na listu najboljih 30 u Ujedinjenom Kraljevstvu, ali je odatle vrlo brzo sišao. Njegovo drugo izdanje u decembru 1996. godine odvelo ih je pravo na listu najboljih 10 u UK. Velika popularnost je prouzrokovala prodaju od preko milion primeraka, kao i pojavu imitatora zvuka grupe.
Njihov debitantski album „Reverence“ se u početku loše prodavao, ali je vremenom postao „zlatan“ u 22 zemlje. Bilo ga je teško kategorisati jer su se stilovi pesama kretali od daba, preko repa, ljubavnih pesama („Don't leave“), pa sve do dens hitova kao što su „Salva Mea“ i „Insomnia“, koji su napravili snažan uticaj na dens muziku. Maksi Džez je svojim melodičnim polušaputavim repom dodavao inteligentnu i provokativnu oštrinu muzici koju su stvarali Rolo i Sister Blis. On je svoj stil izgradio repujući i puštajući ploče na piratskom radiju u Londonu. Sister Blis, producentkinja i školovana klavijaturistkinja, je na njihovim turnejama često testirala nove melodije. Maksi i Sister Blis su postali pravi frontmeni benda.
Njihov međunarodni uspeh posle albuma „Reverence“ odveo ih je na veliku turneju na kojoj su za 18 meseci posetili 25 država. Nastupali su na najrazličitijim mestima: od Rusije i Sjedinjenih Američkih Država, preko Izraela (usred bombaških napada) i Južne Afrike (nastupili pred 20.000 ljudi) do Turske i Skandinavije.
Dodeljena im je nagrada „Evropski Gremi“ za najbolji međunarodni dens bend, a Rolo i Sister Blis su dobili nagrade za najbolje producente. Popularnost grupe Faithless je rasla, iako u to vreme ovakva muzika nije imala veliki uticaj. Član grupe „REM“ Majkl Stajp izjavio je da je njegov omiljeni album godine upravo „Reverence“, a Deni Bojl uzima njihovu pesmu „Don't leave“ za film „A Life Less Ordinary“.
Drugi album, „Sunday 8pm“, je doneo više ambijentalnog i meditativnog zvuka, ali su velika di-džej imena (Pol van Dajk, Robi Rivera) remiksima održali popularnost grupe u klubovima. Prvi singl sa albuma provokativnog naziva „God is a DJ“ bio je na listi 10 najboljih u Ujedinjenom Kraljevstvu 1998. godine. U oktobru su dobili nagradu za najbolji nastup uživo od časopisa „UK's Muzik“. U tom periodu su svirali u svakom mestu koje je pokazalo zanimanje za njihove albume. Uglavnom ignorisani u komercijalnim tokovima, vraćaju se sa turneja kao veterani svetske koncertne scene, nešto što im je malo ko u tom trenutku mogao osporiti.
Njihov položaj u klubovima je još više učvršćen remiksom albuma izdatog sledeće godine, „Saturday 3am“, i njihovim trećim studijskim albumom „Outrospective“ (2001), koji je nosio veliki hit „We come 1“. Album je nastao posle dugog perioda u kome je bend bio na turnejama (četiri godine). Postavši neka vrsta anomalije u dens muzici, Faithless teži ka originalnosti u svom zvuku, inteligenciji u tekstovima, pokušavajući ujedno da postane poštovan bend za svirke uživo.

## Spoljašnje veze
- Zvanični veb-sajt
- Fejtles na Majspejsu
- Maksi Džez, pevač grupe Fejtles, preminuo u 65. godini (B92, 24. decembar 2022)
- Maksi Džez je muzikom ostavio trag u celom svetu, a počeo je na maloj londonskoj radio stanici (B92, 24. decembar 2022)